# هشت‌پای بزرگ آبی

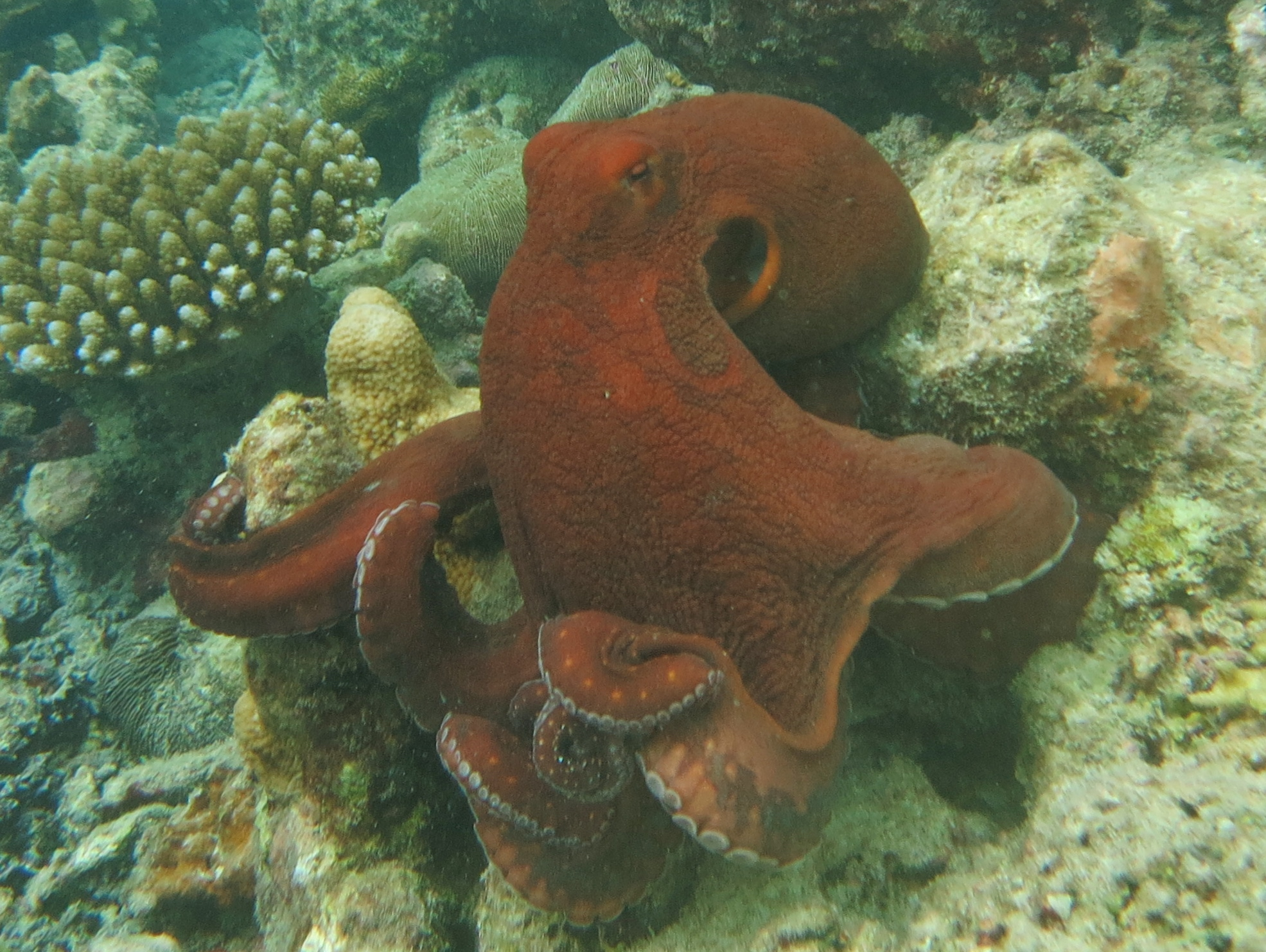
هشت‌پای صخره‌ای معمولی در مالدیو

هشت‌پای بزرگ آبی (نام علمی: Octopus cyanea) نام یک گونه از راسته هشت‌پا است.